# Психоделический поп
Психоделический поп — подстиль в поп- и рок-музыке, в котором «психоделическое» звучание сочетается с характерными для поп-музыки мелодиями и структурой песен. Он включает в себя «триповые» эффекты, такие как фузз-гитары, манипуляции с лентой, ситары, обратная запись и созвучия в стиле The Beach Boys, смешанные с поп-музыкой, в результате чего получаются мелодичные песни с плотной структурой. Этот стиль просуществовал до начала 1970-х годов.

## История

### Происхождение и характеристики
Толчком к развитию стиля стал выход психоделик-рока в мейнстрим во второй половине 1960-х, в результате чего эстрадная музыка оказалась под влиянием нового течения; в то же время, и сами лидеры психоделического движения нередко тяготели к свойственным поп-музыке простоте и мелодичности (примером могут послужить те же The Beatles).
Согласно AllMusic, психоделическая поп-музыка не была слишком «причудливой», но и не совсем «жевательной резинкой». Так же AllMusic добавляет: "Что психоделическая поп-музыка была более интересна, чем обычная психоделия, поскольку в ней были странные, иногда неловкие смеси психоделии и поп-обычай. Ярким примером этого является альбом The Moth Confesses 1969 года группы Neon Philharmonic.

### Развитие
The Beach Boys, под руководством Брайана Уилсона, начали экспериментировать с психоделией, выпустив альбом Pet Sounds (1966) и сингл Good Vibrations, в котором использовался терменвокс. Впоследствии этот альбом оказал сильное влияние на The Beatles (их Sgt. Pepper's Lonely Hearts Club Band, считающийся одним из важнейших альбомов в истории психоделического рока/попа и рок-музыки вообще, был во многом вдохновлен этой записью). The Beatles вслед за Pet Sounds выпустили альбом Revolver (1966) и множество треков.
Элементы психоделик-попа появляются в творчестве таких известных рок-музыкантов, как The Byrds, The Rolling Stones, Pink Floyd, The Zombies, Love и т. д.. Американские поп-рок-группы, которые преуспевают в этом ключе, включают The Mamas & The Papas, Electric Prunes, Blues Magoos, Strawberry Alarm Clock и их первый хит Incense and Peppermints. В то же время, поп-записи с элементами психоделии выпускают такие группы, как, например, The Monkees, в частности, альбомом Head (1968) и The Lemon Pipers и их трек Green Tambourine (1968).
Первый сингл психоделик-рок-группы Pink Floyd Arnold Layne и второй сингл See Emily Play, написанные Сидом Барреттом, помогают появлению британской поп-музыки. Британская рок-группа The Small Faces также исполняет в этом жанре (Itchycoo Park и Lazy Sunday). Некоторые группы, представители sunshine pop, такие как The Association и The Grass Roots ориентируются на психоделическое направление. Синглы The Beatles Penny Lane и Strawberry Fields Forever стали прототипом психоделической поп-музыки. Группы гаражного рока, вдохновленные поп-музыкой, также движутся в этом направлении, например, The Beau Brummels и их альбом Triangle (1967) и популярная американская поп-рок-группа Tommy James and the Shondells и их психоделическая баллада Crimson and Clover (1969).
Шотландский фолк-певец Донован также достигает успеха в этом жанре, выпустив альбом «Sunshine Superman», один из первых чисто психоделических дисков, который достигает первого места в британских и американских рейтингах, затем следующие его альбомы Mellow Yellow (1966) и Atlantis (1968). The Zombies выпустили альбом Odessey and Oracle (1968), после чего коллектив расстался. Журнал «Rolling Stone» называет этот альбом одним из лучших. Сразу после релиза альбома в апреле 1969 года популярность во всём мире приобретает песня «Time Of The Season», которая достигла третьего места в Billboard 100.

### Международная популяризация
Поп-музыка, ориентированная на психоделию, стала популярной в австралийских и новозеландских группах, таких как The Easybeats. Группа была создана в Сиднее, но записала свой хит Friday on My Mind (1966) в Лондоне, а затем оставалась там до распада в 1970 году. Похожим путем идёт Bee Gees, британско-австралийская музыкальная группа, основанная в 1958 году в Брисбене, но чей дебютный альбом Bee Gees’ 1st (1967), записанный в Лондоне, включает три успешных сингла, содержащих элементы фолка, рока и психоделии. Новозеландская хит-группа The La De Das выпустила концептуальный психоделический альбом The Happy Prince (1968), но не приобрел популярности за пределами своей страны.

### Спад
К началу 1970-х, тем не менее, психоделик-поп постепенно отходит на второй план, оттененный набирающими обороты тяжелым роком и прогрессив-роком.
В начале 1990-х он, однако, переживает новое рождение с расцветом дрим-попа и неопсиходелии, например Принс и Ленни Кравиц.